# Pimprez
Pimprez é uma comuna francesa na região administrativa de Altos da França, no departamento de Oise. Estende-se por uma área de 9,49 km². Em 2010 a comuna tinha 879 habitantes (densidade: 92,6 hab./km²).